# Acontia flavonigra
Acontia flavonigra là một loài bướm đêm trong họ Noctuidae.